# Wakin on a Pretty Daze
| Recensione | Giudizio |
| ---------- | -------- |
| AllMusic   | [ 1 ]    |
| OndaRock   | [ 2 ]    |

Wakin on a Pretty Daze è il quinto album da solista del cantautore statunitense Kurt Vile, pubblicato l'8 aprile 2013.

## Tracce
Testi e musiche di Kurt Vile.
1. Wakin on a Pretty Day – 9:30
2. KV Crimes – 3:56
3. Was All Talk – 7:41
4. Girl Called Alex – 6:19
5. Never Run Away – 3:24
6. Pure Pain – 5:08
7. Too Hard – 8:03
8. Shame Chamber – 4:46
9. Snowflakes Are Dancing – 3:22
10. Air Bud – 6:29
11. Goldtone – 10:25

## Formazione

### Kurt Vile and the Violators
- Kurt Vile – voce, chitarra acustica, chitarra elettrica, chitarra resofonica, tastiere, organo, percussioni, chitarra slide, sintetizzatore, tamburello basco, vibrafono, pianoforte elettrico Wurlitzer
- Jesse Trbovich – chitarra elettrica, chitarra slide, sassofono
- Rob Laakso – basso, chitarra elettrica 12 corde, EBow, chitarra elettrica, chitarra baritona, tremolo, ARP 2600, batteria, percussioni, drum machine, sequencer, elettronica

### Altri musicisti
- Stella Mozgawa – batteria, percussioni, campanaccio
- Vince Nudo – batteria
- Michael Johnson – batteria, sintetizzatore, Korg MS-10
- Farmer Dave Scher – lap steel guitar, melodica, pianoforte elettrico Wurlitzer
- Jennifer Herrema – cori
- Emily Kokal – cori
- Jeremy Earl – percussioni
- Dan Park – percussioni
- Alan Pavlios – rumore bianco su Girl Called Alex
- Mary Lattimore – arpa

### Personale tecnico
- John Agnello – produzione, ingegneria del suono, missaggio audio
- Rob Laakso – produzione, ingegneria del suono
- Ted Young – ingegneria del suono, missaggio audio
- Matt Boynston – missaggio audio
- Bryce Gonzales – ingegneria del suono
- Jonathan Low – ingegneria del suono
- Greg Calbi – mastering
- Steve Fallone – mastering

### Grafica
- Steve Powers – artwork
- Adam Wallacavage – fotografia, fotografia di copertina
- Shawn Brackbill – fotografia, immagini
- Mandy Lamb – fotografia
- Nick Kulp – layout